# Tatort: Der Tod fährt Achterbahn
Der Tod fährt Achterbahn ist ein Fernsehfilm aus der Krimireihe Tatort, der vom Hessischen Rundfunk (HR) unter der Regie von Klaus Gietinger produziert und am 25. April 1999 im Programm Das Erste zum ersten Mal gesendet wurde. Es handelt sich um die 410. Tatort-Folge und den 22. Fall des Frankfurter Kriminalhauptkommissars Edgar Brinkmann.

## Handlung
Bei einer Probefahrt einer Achterbahn verunglückt ein junger Mann tödlich. Der Kriminaltechniker findet schnell eine manipulierte Schraube, sodass hier ein Vorsatz vorlag, einen Unfall herbeizuführen. Kommissar Brinkmann untersucht zusammen mit Robert Wegener den Fall und befragt den Betreiber Ingo Sassmann nach möglichen Feinden. Er gibt an, dass man in seiner Branche immer Neider habe. Im Moment sei sein Nachbar Egon Blaschek sein ärgster Widersacher. Allerdings verschweigt er dem Kommissar, dass er seit einiger Zeit Erpresserschreiben erhält und berät sich mit seinen Schaustellerkollegen. Dabei kommt es jedoch wieder nur zum Streit mit Blaschek, mit dem sich Brinkmann als erstes unterhält. Dieser gibt seinen Zwist mit seinem Nachbarn offen zu, der sich meist als König auf dem Rummelplatz präsentiert.
Kommissar Brinkmann kommt bald dahinter, dass Sassmann erpresst wird. Um besseren Zugang zu den Schaustellern zu bekommen, hat Wegener die Idee, ihre Mitarbeiterin Julianne Bachmann als Aushilfe bei Sassmann einzuschleusen. Der Plan gelingt und Bachmann zieht in einen kleinen Wohnwagen auf dem Rummelplatz. Brinkmann erhält inzwischen einen Anruf des Erpressers, der ihm gegenüber die Ernsthaftigkeit seiner Forderung bekräftigt. Er schickt ihm per Post einem Pager zu, mit welchem er nun mit der Polizei kommuniziert. Er gibt über Textnachrichten Anweisungen, wo das Geld übergeben werden soll. Auf diese Weise schickt er den Überbringer bis zum Mainufer, wo es dem Erpresser gelingt, den Geldkoffer zu übernehmen und zu fliehen. Als dieser bemerkt, dass nur Papier in dem Koffer war, droht er mit Vergeltung. Noch in der Nacht vergreift er sich an Blascheks Karussell, wird dabei aber von dessen Vorarbeiter gestört, den er daraufhin niedersticht. Am nächsten Tag erhält Blaschek eine Geldforderung und Brinkmann ist davon überzeugt, dass der Täter im Umfeld des Rummelplatzes zu suchen ist. Bei der neuen Geldübergabe soll Sassmann den Koffer überbringen und erhält seine Anweisungen wiederum über den Pager, was es der Polizei erschwert, das Geld im Auge zu behalten. Geschickt trickst der Täter die Beamten aus und verschwindet mit seiner Beute.
Die Analyse der Erpresserschreiben führt Brinkmann zu dem Karussellproduzenten Fichter. Auf einem älteren Foto der Firmenbelegschaft erkennt der Kommissar Erwin Neuner wieder, der zurzeit bei Sassmann als Vorarbeiter angestellt ist. Fichter gesteht daraufhin, dass er Neuner angestiftet und ihm versprochen hat, eine eigene Achterbahn zu bauen, wenn er bei der Erpressung mithilft.
Julianne Bachmann entdeckt inzwischen zufällig das von Neuner versteckte Geld. Als dieser sie dabei ertappt, kommt es zu einem Zweikampf, doch erkennt Neuner die Aussichtslosigkeit seiner Lage und stürzt sich von der Achterbahn in den Tod.

## Rezeption

### Einschaltquoten
Die Erstausstrahlung von Der Tod fährt Achterbahn am 25. April 1999 erreichte für Das Erste einen Marktanteil von 21,09 Prozent und wurde in Deutschland von 7,26 Millionen Zuschauern gesehen.

### Kritiken
Die Fernsehzeitung TV Spielfilm gibt den Daumen nach oben und meint: „Ein Kinderkarussell hat mehr Tempo,“ als „dieser behäbige Hessenkrimi“.